# 林憶蓮綜藝節目列表
林憶蓮綜藝節目列表，列舉香港女歌手林憶蓮歷年參與過的綜藝節目。
| 年份 | 主辦方                     | 活動名稱                                                            | 演出内容 |
| ---- | -------------------------- | ------------------------------------------------------------------- | --- |
| 1984 |                            | 18區區際競技大賽                                                    | 主持 |
| 1985 | 無綫電視                   | 新地任你點                                                          | 主持 |
| 1986 | 無綫電視                   | 新地任你點                                                          | 主持《東京音樂節》、 《全日本紅白歌唱大賽》 |
| 1986 | 無綫電視                   | 勁歌金曲                                                            | 主持 |
| 1987 | 無綫電視                   | 新地任你點                                                          | 主持第17屆《東京音樂節》 |
| 1987 | 無綫電視                   | 慈善星輝仁濟夜                                                      | 〈地球大合唱〉 |
| 1987 | 無綫電視                   | 歡樂今宵之工業群星頌安全                                            | 〈激情〉、〈住家男人〉 |
| 1987 | 無綫電視                   | 歡樂今宵之七色漣漪                                                  | 〈長街的一角〉、〈愛的廢墟〉、〈激情〉 |
| 1987 | 無綫電視                   | 1987超級新星競選                                                    | 〈激情〉、跟呂方合唱 |
| 1987 | 無綫電視                   | 地球大合唱二十週年慈善紀念大碟製作特輯                              | 〈地球大合唱〉 |
| 1988 | 無綫電視                   | 白金巨星耀保良                                                      | 拍擋擂台爭霸戰〈痴情激情顯濃情〉、 〈十八相送未了緣〉 |
| 1988 | 無綫電視                   | 萬千星輝賀台慶                                                      | 〈講多錯多〉、〈早晨〉 |
| 1988 | 香港電台                   | 香港廣播60年紀念音樂會                                              | 〈You're So Vain〉、 《神奇旅程樂穿梭》〈燃點真愛〉 |
| 1988 | 日本廣播協會               | 歌謠 Parade                                                         | 〈恋人よ〉 |
| 1989 | 無綫電視                   | 歡樂今宵-友情一線牽憶蓮                                             | 〈放縱〉、〈激情〉、〈灰色〉、 〈還有〉、〈你是我的男人〉、 〈一分鐘都市一分鐘戀愛〉 |
| 1989 | 無綫電視                   | 香港太太競選                                                        | 〈還有〉、〈你是我的男人〉 |
| 1989 | 無綫電視                   | 星光熠熠耀保良                                                      | 〈滴汗〉、〈一分鐘都市一分鐘戀愛〉、 〈依然〉、《鬼馬盜仙草》 |
| 1989 | 無綫電視                   | 管弦樂韻金曲夜                                                      | 〈依然〉、〈你是我的男人〉 |
| 1989 | 無綫電視                   | 歡樂滿東華                                                          | 〈帝女花之庵遇〉 |
| 1989 | 香港電台                   | 聽歌學英文                                                          | 〈You Are My Man〉 |
| 1989 | 無綫電視                   | 齊心同步創90 演藝同歡新里程                                         | 〈還有〉 |
| 1990 | 無綫電視                   | 慈善星輝仁濟夜                                                      | 〈紫釵記〉 |
| 1990 | 無綫電視                   | 週末任你點                                                          | 林憶蓮倫永亮訪問 |
| 1990 | 無綫電視                   | 博愛歡樂傳萬家                                                      | 〈推搪〉 |
| 1990 | 香港電台                   | 婦女新姿                                                            | 〈前塵〉 |
| 1990 | 無綫電視                   | 成長'90歌曲創作比賽音樂會                                           | 〈推搪〉、〈踏上成長路〉、〈不不不〉 |
| 1990 | 香港電台                   | 《香港心連心》晚會                                                  | 〈前塵〉、〈踏上成長路〉 |
| 1990 | 無綫電視                   | 星光熠熠耀保良                                                      | 〈給我一個吻〉、〈情人的眼淚〉、 〈傾斜〉、〈還有〉、〈不不不〉 |
| 1990 | 無綫電視                   | 歡樂今宵 性感約會林憶蓮                                             | 〈滴汗〉、〈不不不〉、〈你令我性感〉 |
| 1990 | 無綫電視                   | 萬千星輝賀台慶                                                      | 〈情人的眼淚〉 |
| 1990 | 無綫電視                   | 歡樂滿東華                                                          | 〈Oldies Medley〉 |
| 1990 | 無綫電視                   | 勁歌金曲火樹銀花紛紛 FUN                                            | 〈你令我性感〉、〈傾斜〉 |
| 1991 | 華視                       | 鑽石舞台                                                            | 〈你給我的愛不是愛〉 |
| 1991 | 香港電台                   | 第十三屆十大中文金曲頒獎音樂會                                      | 〈前塵〉、〈明星〉 |
| 1991 | 無綫電視                   | 開心浪漫俏佳人第8集                                                 | 〈瘋了〉、〈恭喜恭喜〉 |
| 1991 | 富士電視台                 | オールナイトフジ All Night Fuji                                     | 〈前塵〉 |
| 1991 | 無綫電視                   | PIONEER 第一屆亞洲鐳射卡拉OK大賽                                    | 〈瘋了〉 |
| 1991 | 商業二台                   | 十大健康形象頒獎典禮                                                | 〈再生戀〉 |
| 1991 | 無綫電視                   | 公益金輝慈善夜                                                      | 〈燒〉、〈傾斜〉、〈瘋了〉、〈多謝〉 |
| 1991 | 香港電台                   | 舊曲情懷演唱會                                                      | 〈Smoke Gets In Your Eyes〉、 〈Changing Partners〉、 〈今天不回家〉、〈Run to Me〉 、 〈往事只能回味〉 |
| 1991 | 無綫電視                   | 歡樂今宵 華東水災籌款之夜                                           | 〈滴汗〉 |
| 1991 | 台視                       | 萬里共嬋娟                                                          | 〈明月千里寄相思〉 |
| 1991 | 上海電視台                 | 今夜星辰                                                            | |
| 1991 | 華視                       | 鑽石舞台                                                            | 話題人物、〈匆匆〉 |
| 1991 | 無綫電視                   | 翡翠歌星賀台慶                                                      | 〈情人的眼淚〉、〈千載不變〉 |
| 1991 | 無綫電視                   | 歡樂滿東華                                                          | 〈黛玉葬花〉 |
| 1992 | 無綫電視                   | 歡樂今宵胡楓60大壽                                                  | 〈青青河邊草〉、〈夜來香〉 |
| 1992 | 無綫電視                   | 慈善星輝仁濟夜                                                      | 〈我要〉 |
| 1992 | 無綫電視                   | 許冠傑光榮引退匯群星                                                | 〈Jeremy〉 |
| 1992 | 無綫電視                   | 歡樂今宵之群星齊頌港加情                                            | 〈不捨不棄〉、〈寵愛〉 |
| 1992 | 無綫電視                   | 伙伴計劃燦爛笑容音樂會                                              | 〈一輩子心情〉 |
| 1992 | 無綫電視                   | 博愛歡樂傳萬家                                                      | 〈焚心以火〉、〈Greatest Love of All〉、 〈Money Money Money〉、〈野花〉 |
| 1992 | 無綫電視                   | 群星公益大派對                                                      | 〈瘋了〉、〈沒有你還是愛你〉、 〈明天你是否依然愛我〉 |
| 1992 | 無綫電視                   | PIONEER第二屆亞洲鐳射卡拉OK大賽 總決賽                              | 〈Saving All My Love For You〉、〈野花〉、 〈只怕不遇上〉 |
| 1992 | 中國國際廣播電台           | 空中彩橋晚會                                                        | 〈醒醒〉、〈明天會更好〉 |
| 1992 | 無綫電視                   | 星光熠熠耀保良                                                      | 〈舞林乾坤匯〉、〈寵愛〉 |
| 1992 | 無綫電視                   | 勁歌金曲之萬千寵愛林憶蓮                                            | 〈匆匆〉、〈愛上一個不回家的人〉、 〈不捨不棄〉、〈寵愛〉 |
| 1992 | 無綫電視                   | 翡翠歌星賀台慶                                                      | 〈用愛將心偷〉、〈輪流轉〉、 〈明明白白我的心〉 |
| 1993 | 無綫電視                   | 慈善星輝仁濟夜                                                      | 〈始終一天〉、〈情人的眼淚〉、 周海媚vs林憶蓮 遊戲 |
| 1993 | 無綫電視                   | 勁歌金曲 歌星大挑戰                                                 | 〈暗示〉、〈I Have Nothing〉 |
| 1993 | 無綫電視                   | 公益金輝廿五年                                                      | 打指模、名人紅星卡拉齊O.K.〈此情只待成追憶〉、捐演唱會戲服、 〈不如重新開始〉 |
| 1993 | 無綫電視                   | 減災扶貧創明天                                                      | 〈愛上一個不回家的人〉、〈當愛已成往事〉 |
| 1993 | 無綫電視                   | 減災扶貧創明天製作特輯                                              | |
| 1993 | 華視                       | 金曲龍虎榜                                                          | 〈雞同鴨講〉 |
| 1993 | 無綫電視                   | 香港小姐競選決賽                                                    | 〈鐵扇公主〉 |
| 1993 | 無綫電視                   | SATCHI 至尊演唱會之蓮城一線勁歌 Show                                | 〈飛躍舞台〉、〈Crying In the Rain〉、 〈一分鐘都市一分鐘戀愛〉、〈灰色〉、 〈講多錯多〉、〈醒醒〉、〈瘋了〉、 〈我爲何讓你走〉、〈此情只待成追憶〉、 〈激情〉、〈没有你的愛〉、 〈假如讓你吻下去〉、〈到底有誰能告訴我〉、 〈天大地大〉、〈Stand By Me〉 |
| 1993 | 無綫電視                   | 歡樂今宵之93 BB也瘋狂                                               | 〈不如重新開始〉 |
| 1993 | 台視                       | 玫瑰之夜                                                            | 〈情人的眼淚〉 |
| 1993 | 中視                       | 綜藝雙星 歡樂100點                                                  | 〈卡門〉、〈我要你的愛〉、 〈不必在乎我是誰〉 |
| 1993 | 台視                       | 龍兄虎弟                                                            | 〈非愛不可〉、〈做蛋糕〉、〈跳舞〉 |
| 1993 | 台視                       | 龍兄虎弟                                                            | 〈母親我愛你〉、〈不必在乎我是誰〉 |
| 1993 | 台視                       | 龍兄虎弟                                                            | 〈從林憶蓮眼睛看個性〉、 〈相愛的時候到了〉 |
| 1993 | 華視                       | 週末攝影棚                                                          | 〈Super Star〉、〈三年〉、 〈愛上一個不回家的人〉 |
| 1993 | 無綫電視                   | 翡翠歌星賀台慶                                                      | 〈問誰領Phone騷Quali〉、〈金鑽巨星風雲匯〉 |
| 1993 | 無綫電視                   | 萬千星輝賀台慶                                                      | 〈包青天公審天王天后〉、 〈飛躍舞台 Dancing Queen〉 |
| 1994 | 無綫電視                   | 慈善星輝仁濟夜                                                      | 〈多士對對碰〉 |
| 1994 | 日本廣播協會               | 香港発エンターテインメント・シャワー Hong Kong Entertainment Shower | 〈情人的眼淚〉、〈再生戀〉、〈春雨〉、 〈天大地大〉、〈愛上一個不回家的人〉、 〈瘋了〉、〈不必在乎我是誰〉、 〈だからって (MTV)〉、 〈Hero (Acoustic Live)〉                                                                                              |
| 1994 | 無綫電視                   | 勁歌金曲                                                            | 〈林憶蓮鄭伊健出燈謎考考你〉 |
| 1994 | 無綫電視                   | 超級樂壇創世紀                                                      | 〈Memory〉、〈MegaMix Medley〉 |
| 1994 | 無綫電視                   | 全港反翻版唱片大行動                                                | 〈天大地大〉、〈天涯歌女〉、〈魂縈舊夢〉、 〈鐵塔凌雲〉、〈黑夜的豹〉、〈女人心〉 |
| 1994 | 無綫電視                   | 無限關懷顯愛心                                                      | 〈信自己〉、〈別人的情歌〉、〈決心〉、 〈一分鐘都市一分鐘戀愛〉、〈Hero〉、〈Sing〉、 〈I Just Called To Say I Love You〉、 〈明日天涯〉、〈夜來香〉、〈歡樂今宵〉                                                                                        |
| 1994 | 台視                       | 玫瑰之夜                                                            | 〈Memory〉、〈卡門〉、〈玫瑰香〉 |
| 1994 | 香港電台電視部             | 太陽計劃'94開幕音樂會                                               | 〈始終一天〉、〈多些那些〉、〈願〉、 〈Somewhere Out There〉 |
| 1994 | 香港電台電視部             | 夏日樂逍遙                                                          | 〈多些那些〉 |
| 1994 | 無綫電視                   | 叱咤樂壇演創會                                                      | 〈決心〉 |
| 1994 | 無綫電視                   | 歡樂今宵                                                            | 〈Seven Lonely Days〉、〈給我一個吻〉 |
| 1994 | 無綫電視                   | 翡翠音樂幹線                                                        | 〈是否〉 |
| 1994 | 無綫電視                   | 加港愛心連線大行動                                                  | 〈灰色〉、〈依然〉、〈Summer Night〉、 〈說不出的快活〉、〈決心 Remix〉、 〈黛玉葬花〉、〈千載不變〉 |
| 1994 | 無綫電視                   | 星光燦爛仁愛堂                                                      | 〈說不出的快活〉、〈決心〉 |
| 1995 | 台視                       | 超級星期天 第19集 哈林夜總會                                        | 〈不必在乎我是誰〉、〈夢醒時分〉、 〈I'll be there〉、〈整晚的音樂〉、 〈傷痕 MTV 首播〉 |
| 1995 | 台視                       | 超級星期天 第25集 哈林夜總會                                        | 〈當愛已成往事〉、〈Summer Night〉、 〈傻瓜與野丫頭〉、〈A Whole New World〉、 〈為你我受冷風吹〉 |
| 1995 | 中視                       | 歡樂有約                                                            | 〈風從哪裡來〉、〈晚風〉、 〈為你我受冷風吹〉 |
| 1995 | 中視                       | 歡樂100點                                                           | 〈其實你不懂我的心〉 |
| 1995 | 中國中央電視台             | 北京和平演唱會                                                      | 〈傷痕〉、〈祈禱〉） |
| 1996 | 台視                       | 《我們的愛》歡樂民生報社慶                                          | 〈I will always love you〉 |
| 1997 | 華視                       | 超級星期天 每週一曲                                                 | 〈Can't We Try〉 |
| 1998 | 商業電台                   | 叱吒樂壇流行榜十周年文藝晚會                                        | 〈瘋了〉、〈每天愛你多一些〉 |
| 1999 | TVBS-G 黃金娛樂台          | 勁碟爆唱 Super Live 3-5                                             | 〈Let Go〉 |
| 1999 | TVBS-G 黃金娛樂台          | 第36屆金馬獎                                                        | 〈一簾幽夢〉、〈楓葉情〉、 〈晴時多雲偶陣雨〉 |
| 2000 | 香港電台                   | 第二十二屆十大中文金曲頒獎音樂會                                    | 〈漣漪〉 |
| 2000 | 中國中央電視台             | 2000年中央電視台元宵晚會                                            | 〈至少還有你〉 |
| 2000 | TVBS-G 黃金娛樂台          | Super Live 3-5                                                      | 〈失蹤〉、〈不會結束的故事〉、 〈我坐在這裡〉 |
| 2000 | 華視                       | 超級星期天                                                          | 〈甜蜜蜜〉、〈California Dreamin'〉、 〈當愛已成往事〉 |
| 2001 | TVBS-G 黃金娛樂台          | Super Live 3-5                                                      | 〈至少還有你〉、〈等你說愛我〉、 〈Better Man〉 |
| 2001 | TVBS-G 黃金娛樂台          | Super Live 3-5                                                      | 〈遠走高飛〉、〈等你說愛我〉、 〈Better Man〉 |
| 2001 | Much TV                    | 音樂大不同                                                          | 〈默讀傷悲〉、〈哭〉（粵）、〈不許哭〉、 〈走在大街的女子〉、〈讓我笑吧〉（粵）、 〈非愛不可〉、〈天大地大〉（粵）、 〈Summertime〉、〈Sing Sing Sing〉、 〈回到原來〉、〈不要告別〉                                                                      |
| 2001 | 中國中央電視台             | 2001 CCTV-MTV 音樂盛典                                              | 〈花與琴的流星〉 |
| 2001 | 華視                       | 台灣金讚2002跨年演唱會                                              | 〈紙飛機〉、〈我坐在這裡〉、〈回到原來〉 |
| 2002 | 無綫電視                   | 慈善星輝仁濟夜                                                      | 〈紙飛機〉 |
| 2003 | 三立台灣台                 | 黃金夜總會                                                          | 〈至少還有你〉、 〈愛上一個不回家的人〉、 〈走在大街的女子〉、〈最好的事〉 |
| 2003 | 中國中央電視台             | 春節聯歡晚會                                                        | 〈至少還有你〉 |
| 2004 | 日本廣播協會               | 第1回日中友好歌謡祭                                                 | 〈傷痕〉、〈愛上一個不回家的人〉、〈瘋了〉、 〈最好的事〉、〈至少還有你〉 |
| 2004 | 湖南電廣傳媒               | 第22屆中國電視金鷹獎閉幕晚會                                        | 〈有涙盡情流〉 |
| 2005 | 馬來西亞 988電台           | 全球華語歌曲排行榜頒獎典禮                                          | 〈傷痕〉、〈愛上一個不回家的人〉、 〈日與夜〉、〈至少還有你〉 |
| 2005 | 無綫電視                   | 星光熠熠耀保良                                                      | 〈快歌串燒〉、〈本色〉、〈傷痕〉、 〈至少還有你〉 |
| 2006 | 香港電台                   | 十大中文金曲頒獎音樂會                                              | 〈Diva〉、〈不還你〉、〈天大地大〉、 〈一分鐘都市一分鐘戀愛〉 |
| 2006 | 八大綜合台                 | 娛樂百分百 林憶蓮歌唱大賽                                           | 擔任評審 |
| 2007 | 無綫明珠台                 | 香港國際電影節第一屆亞洲電影大獎 頒獎典禮                           | 〈I Believe〉、〈君をのせて〉、〈追〉 |
| 2008 | 香港演藝人協會             | 演藝界512關愛行動                                                   | 〈他們都是我們的孩子〉 |
| 2008 | 中視                       | 綜藝大哥大                                                          | 〈What a Wonderful World〉、 〈情人的眼淚〉 |
| 2008 | 東方衞視                   | 夢圓東方跨年倒計時晚會                                              | 〈灰色〉、〈不還你〉、〈傷痕〉、 〈當愛已成往事〉、 〈他們都是我們的孩子〉、 〈走在大街的女子〉、〈再見悲哀〉、 〈愛上一個不回家的人〉、〈至少還有你〉、 〈Love Will Keep Us Together〉                                                                   |
| 2009 | 中國中央電視台綜藝頻道     | 歡樂中國行 魅力珀萊雅 2009                                          | 〈愛上一個不回家的人〉、〈至少還有你〉 |
| 2009 | 無綫電視                   | 第28屆香港電影金像獎頒獎禮                                          | 〈說不出的快活〉、〈青春阿哥哥〉、 〈L-O-V-E Love〉、〈天若有情〉、 〈願〉、〈月光愛人〉、〈請跟我來〉、 〈緣份〉 |
| 2009 | 北京電視台                 | 北京奧運會成功舉辦一週年紀念音樂會                                  | 〈恍然如夢〉 |
| 2009 | 湖南衞視                   | 2009-2010跨年演唱會                                                 | 〈Better Man〉、〈傷痕〉、〈至少還有你〉 |
| 2010 | 電影頻道                   | 第19屆金雞百花電影節                                                | 〈葬心〉、〈玫瑰香〉、〈當愛已成往事〉 |
| 2010 | 北京電視台                 | 2010中國播音主持金話筒獎頒獎典禮                                    | 〈聽説愛情回來過〉 |
| 2011 | 台視                       | 第48屆金馬獎頒獎典禮                                                | 〈歌生.憶愛〉：〈滾滾紅塵〉、 〈遇見〉、〈盛夏光年〉 |
| 2012 | now芒果台                  | 芒果群星COME芒音樂會                                                | 〈枯榮〉、〈日與夜〉 |
| 2012 | 台視                       | 第23屆流行音樂金曲獎頒獎典禮                                        | 〈想要跟你飛〉 |
| 2012 | 台視                       | 紅白紅白我勝利                                                      | 〈至少還有你〉、〈為你我受冷風吹〉 |
| 2012 | 中央電視台電影頻道         | 第11屆長春電影節                                                    | 〈當愛已成往事〉、〈至少還有你〉、 〈鏗鏘玫瑰〉 |
| 2012 | 中視                       | 華人星光大道2                                                       | 〈寂寞擁擠〉 |
| 2013 | 江蘇衞視                   | 2013跨年演唱會                                                      | 〈蓋亞〉、〈鏗鏘玫瑰〉、〈至少還有你〉 |
| 2014 | 台視                       | 第25屆金曲獎                                                        | 頒獎嘉賓 |
| 2015 | 商業電台                   | 2014年度叱咤樂壇流行榜頒獎典禮                                      | 〈勁草嬌花〉 |
| 2015 | 安徽衞視                   | 春節聯歡晚會                                                        | 〈至少還有你〉、〈鏗鏘玫瑰〉、〈蓋亞〉 |
| 2015 | 浙江衛視                   | 12道鋒味（第二季）第8集                                             | 嘉賓 |
| 2015 | 東方衞視                   | 中國之星                                                            | 巨星推薦人〈為你我受冷風吹〉 |
| 2016 | 東方衞視                   | 中國之星                                                            | 〈外面的世界更精彩〉、〈我最親愛的情人〉 |
| 2016 | 湖南衞視                   | 2017跨年演唱會                                                      | 〈傷痕〉、〈愛上一個不回家的人〉、 〈為你我受冷風吹〉、〈夜太黑〉、 〈聽説愛情回來過〉、〈至少還有你〉 |
| 2017 | 中國中央電視台中文國際頻道 | 歡樂一家親小年夜晚會                                                | 〈為你我受冷風吹〉、〈至少還有你〉 |
| 2017 | 湖南衞視                   | 歌手2017                                                            | 首發歌手〈不必在乎我是誰〉、〈無賴〉、 〈Run〉、〈我最親愛的〉、〈克卜勒〉、 〈盛夏光年〉、〈藍蓮花〉、〈崇拜〉、 〈多得他〉、〈柿子〉、〈Leslie Forever〉、 〈也許明天〉、〈小情歌〉                                                                     |
| 2017 | 浙江衛視                   | 浙江衛視年中盛典                                                    | 〈蓋亞〉、〈為你我受冷風吹〉 |
| 2017 | 湖南衞視                   | 我想和你唱 (第二季)                                                 | 歌手嘉賓〈至少還有你〉、〈為你我受冷風吹〉 |
| 2017 | 浙江衛視                   | 夢想的聲音2                                                         | 常駐導師〈綠光〉、〈血腥愛情故事〉、 〈水星記〉、〈那些花兒〉、〈沙灘〉、 〈紅色高跟鞋〉、〈女爵〉、〈我好想你〉、 〈江南〉 |
| 2017 | 浙江衛視                   | 夢想的聲音2                                                         | 夢聲情報站 |
| 2018 | 湖南衞視                   | 2018跨年演唱會                                                      | 〈藍蓮花〉、〈不必在乎我是誰〉、 〈多得他〉、〈Leslie Forever〉 |
| 2019 | 東方衞視                   | 2019東方跨年盛典                                                    | 〈為你我受冷風吹〉、〈聽説愛情回來過〉、 〈至少還有你〉 |
| 2019 | 咪咕音樂                   | 神武·第十三屆音樂盛典咪咕匯                                         | 〈愛上一個不回家的人〉、 〈為你我受冷風吹〉、 〈鏗鏘玫瑰〉、〈傷痕〉 |
| 2020 | 陌陌直播平台               | MOMO直播17驚喜夜                                                    | 〈為你我受冷風吹〉 |